# Jurasee
Der Jurasee ist ein kleiner See auf der Fildes-Halbinsel von King George Island, der größten der Südlichen Shetlandinseln. 
Er ist der östliche von zwei nahe beieinander liegenden Seen ganz im Südwesten der Halbinsel (der westliche ist der Geographensee) und entwässert über den Jurabach in ostsüdöstlicher Richtung zur Fildes Strait.
Im Rahmen zweier deutscher Expeditionen zur Fildes-Halbinsel in den Jahren 1981/82 und 1983/84 unter der Leitung von Dietrich Barsch (Geographisches Institut der Universität Heidelberg) und Gerhard Stäblein (Geomorphologisches Laboratorium der Freien Universität Berlin) wurde der See zusammen mit zahlreichen weiteren bis dahin unbenannten geographischen Objekten der Fildes-Halbinsel neu benannt (nach der erdgeschichtlichen Periode Jura) und dem Wissenschaftlichen Ausschuss für Antarktisforschung (Scientific Committee on Antarctic Research, SCAR) gemeldet.